# Czerniak (województwo wielkopolskie)
Czerniak – kolonia w Polsce, w województwie wielkopolskim, w powiecie kolskim, w gminie Osiek Mały.
Do 31 grudnia 2023 miejscowość była częścią wsi Trzebuchów.